# 2月15日
2月15日（にがつじゅうごにち）は、グレゴリオ暦で年始から46日目にあたり、年末まであと319日（閏年では320日）ある。

## できごと

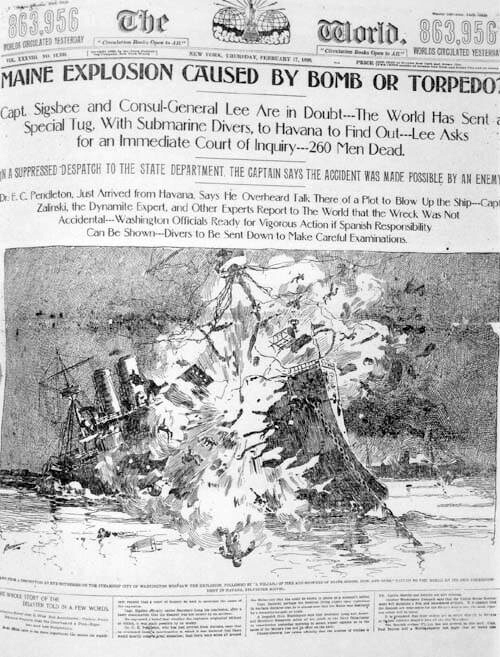
メイン号爆沈を報じる「ザ・ワールド」紙（1898年）

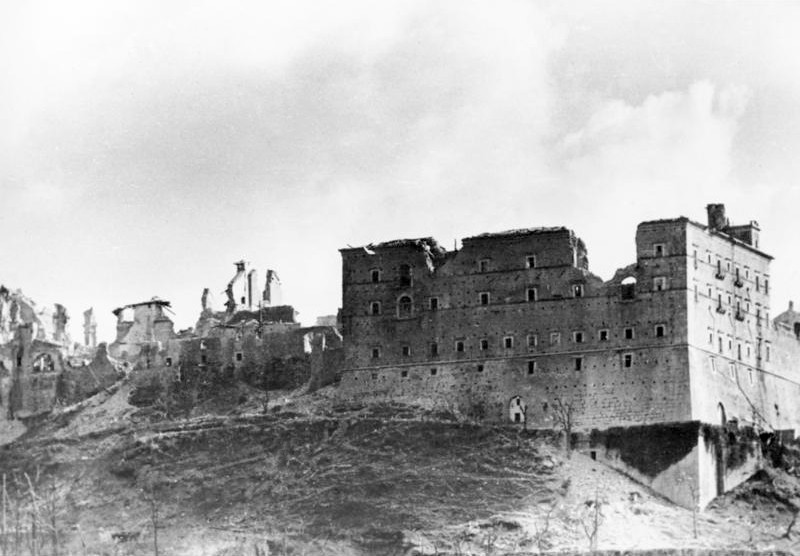
連合軍による爆撃で破壊されたモンテ・カッシーノ修道院（1944年）

- 1637年 - フェルディナント3世が神聖ローマ皇帝に即位。
- 1763年 - プロイセンとオーストリアなどが七年戦争の講和条約であるフベルトゥスブルク条約を締結。
- 1819年 - シモン・ボリバルがベネズエラのアンゴストゥーラで独立派幹部と会談。大コロンビアの創設とボリバルの大統領就任で合意。
- 1862年 - 大野佐吉が浅草瓦町（現在の台東区浅草橋）で鮒佐を創業[1]。醤油で煮る現在の佃煮の形を創り上げる。
- 1867年 - ヨハン・シュトラウス2世のワルツ『美しく青きドナウ』が初演される。
- 1877年 - 西南戦争: 西郷隆盛率いる薩摩軍の部隊が、熊本へ向けて鹿児島を出発。
- 1881年 - 料亭芝紅葉館が開館する[2]。
- 1883年 - 渋沢栄一らが日本初の電力会社・東京電燈を設立。
- 1892年 - 第2回衆議院議員総選挙。
- 1897年 - 京都鉄道・二条駅 - 嵯峨駅（現在の嵯峨嵐山駅）が開業。現在の山陰本線の初の開通区間。
- 1898年 - メイン号事件。アメリカの戦艦「メイン号」がハバナ港内で原因不明の爆沈。米西戦争の発端となる。
- 1900年 - 田中正造が、足尾鉱毒問題解決のために憲政本党を離党。
- 1902年 - ベルリン地下鉄が開業。
- 1906年 - イギリスの労働代表委員会を議会政党に改組し労働党が成立。
- 1922年 - オランダ・ハーグに常設国際司法裁判所が設立。
- 1929年 - 東京市の戸山脳病院で火災。患者11人が死亡[3]。
- 1938年 - 東京都下のカフェー、バー、喫茶店などで一斉手入れ。約2000人の不良学生が検挙される[4]。
- 1942年 - 第二次世界大戦・太平洋戦争: シンガポールのイギリス軍が山下奉文中将率いる日本軍に無条件降伏。
- 1943年 - 鉄道省が戦力増強を目的にダイヤ改正を実施。東海道本線を走る特急列車の運転廃止、地方の急行列車などの運転縮小が行われた[5]。
- 1944年 - 第二次世界大戦・イタリア戦線: 連合軍がモンテ・カッシーノ修道院を爆撃。（モンテ・カッシーノの戦い）
- 1948年 - 日本で司法省を廃止し法務庁を設置。
- 1951年 - イギリスが鉄鋼業を国有化。
- 1954年 - アメリカとカナダが遠距離早期警戒線の設定に合意。
- 1955年 - 文部省が、重要無形文化財指定制度に基づく第一次指定を告示。初の人間国宝認定。
- 1961年 - サベナ航空548便墜落事故。
- 1965年 - カナダの国旗が、それまでのユニオンジャック入りのものから、現在のサトウカエデの葉をデザインしたものに改められる。
- 1966年 - コロンビアで解放の神学を掲げたカミロ・トーレス神父が政府軍との戦闘で戦死。
- 1967年 - 東京国際空港に時限爆弾が仕掛けられる。
- 1971年 - イギリスの通貨制度の十進法への切り替えが完了。1ポンド=240ペンスが1ポンド=100ペンスに。（十進法の日（英語版））
- 1977年 - 弘前大学教授夫人殺人事件で、事件発生から28年目で再審無罪の判決。
- 1981年 - 日本劇場が閉館。日劇ダンシングチーム (NDT) が解散。
- 1989年 - アフガニスタン紛争: ソ連軍のアフガニスタンからの撤退が完了。
- 1989年 - 祝日法改正により、天皇誕生日が12月23日となり、4月29日はみどりの日に。
- 1991年 - チェコスロバキア・ハンガリー・ポーランドが地域協力機構ヴィシェグラード・グループを結成。
- 1995年 - ケビン・ミトニックが、アメリカ合衆国でもっともセキュリティが堅いシステムに侵入したとしてFBIに逮捕される。
- 1995年 - プログラミング言語AdaのISO規格改訂。Adaは、史上初の国際規格化されたオブジェクト指向言語となる。
- 1998年 - 阪神電気鉄道と山陽電気鉄道が阪神梅田駅 - 山陽姫路駅間に直通特急の運転を開始。
- 1999年 - ナイロビのギリシャ大使館に匿われていたクルド労働者党の元リーダーアブドゥッラー・オジャランが逮捕される。
- 2005年 - カリフォルニア州サンマテオにYouTubeが設立される。
- 2011年 - 2011年リビア内戦勃発。
- 2013年 - 世界時19時25分（日本時間16日4時25分）、直径45mの小惑星2012 DA14が地球表面から2万7700kmのところを通過[6]。
- 2013年 - ロシア・チェリャビンスク州に隕石が落下し、多数の負傷者が出る[7]。（2013年チェリャビンスク州の隕石落下）
- 2014年 - 東急東横線元住吉駅追突事故が発生。乗客72名が負傷した。
- 2019年 - ドナルド・トランプが、メキシコとアメリカの壁建築を目的とした合衆国南部国境に関する非常事態宣言（英語版）を発令[8]。

## 誕生日
- 1368年 - ジギスムント、神聖ローマ皇帝（+ 1437年）
- 1562年（永禄5年1月12日） - 前田利長、戦国大名、加賀藩初代藩主（+ 1614年）
- 1564年（ユリウス暦） - ガリレオ・ガリレイ、物理学者、天文学者（+ 1642年）
- 1571年 - ミヒャエル・プレトリウス、作曲家、オルガニスト、音楽理論家（+ 1621年）
- 1591年（天正19年1月22日） - 栗山大膳（利章）、江戸時代前期の筑前福岡藩家老（+ 1652年）
- 1619年（元和5年1月1日） - 津軽信義、弘前藩3代藩主（+ 1655年）
- 1709年（宝永6年1月6日） - 間部詮方、鯖江藩2代藩主（+ 1785年）
- 1710年 - ルイ15世、フランス王（+ 1774年）
- 1739年 ‐ シャルル＝アンリ・サンソン、死刑執行人（+ 1806年）
- 1748年 - ジェレミ・ベンサム、法学者（+ 1832年）
- 1759年 - フリードリヒ・アウグスト・ヴォルフ、文献学者、評論家（+ 1824年）
- 1762年（宝暦12年1月22日） - 松平信道、亀山藩3代藩主（+ 1791年）
- 1763年（宝暦13年1月3日） - 田村村資、一関藩3代藩主（+ 1808年）
- 1803年（享和3年1月24日） - 松平頼誠、守山藩5代藩主（+ 1862年）
- 1817年 - シャルル＝フランソワ・ドービニー、画家（+ 1878年）
- 1820年 - スーザン・B・アンソニー、公民権運動指導者（+ 1906年）
- 1823年（道光3年1月5日） - 李鴻章、政治家（+ 1901年）
- 1827年（文政10年1月20日） - 本多忠寛、神戸藩6代藩主（+ 1885年）
- 1828年（文政11年1月1日） - 阿部正外、白河藩7代藩主（+ 1887年）
- 1836年（天保6年12月29日） - 松平容保、陸奥会津藩主、京都守護職（+ 1893年）
- 1845年 - エリフ・ルート、第38代アメリカ合衆国国務長官（+ 1937年）
- 1856年 - エミール・クレペリン、精神医学者（+ 1926年）
- 1861年 - アルフレッド・ノース・ホワイトヘッド、哲学者、数学者（+ 1947年）
- 1861年 - シャルル・エドゥアール・ギヨーム、物理学者（+ 1938年）
- 1861年 - ハルフォード・マッキンダー、地理学者（+ 1947年）
- 1866年 - ビリー・ハミルトン、プロ野球選手（+ 1940年）
- 1873年 - ハンス・フォン・オイラー＝ケルピン、化学者（+ 1964年）
- 1874年 - アーネスト・シャクルトン、探検家（+ 1922年）
- 1877年 - ルイ・ルノー、実業家、ルノー創業者（+ 1944年）
- 1882年 - ジョン・バリモア、俳優（+ 1942年）
- 1888年 - 九鬼周造、哲学者（+ 1941年）
- 1890年 - 宇垣纏、海軍軍人（+ 1945年）
- 1892年 - ジェームズ・フォレスタル、初代アメリカ合衆国国防長官（+ 1949年）
- 1894年 - 杵屋栄二、長唄三味線方、人間国宝（+ 1979年）
- 1895年 - 平泉澄、歴史学者（+ 1984年）
- 1898年 - 井伏鱒二、小説家（+ 1993年）
- 1898年 - トト、俳優（+ 1967年）
- 1899年 - ジョルジュ・オーリック、作曲家（+ 1983年）
- 1899年 - ゲイル・ソンダガード、女優（+ 1985年）
- 1901年 - 犬塚稔、脚本家、映画監督（+ 2007年）
- 1903年 - 平山嵩、建築家（+ 1986年）
- 1904年 - 三浦敬三、プロスキーヤー（+ 2006年）
- 1904年 - 更科源蔵、詩人、アイヌ文化研究家（+ 1985年）
- 1905年 - ハロルド・アーレン、作曲家（+ 1986年）
- 1906年 - 竹腰重丸、サッカー選手、指導者（+ 1980年）
- 1907年 - シーザー・ロメロ、俳優（+ 1994年）
- 1908年 - 近藤日出造、漫画家（+ 1979年）
- 1909年 - ミープ・ヒース、諸国民の中の正義の人（+ 2010年）
- 1909年 - 吾妻徳穂、舞踊家（+ 1998年）
- 1910年 - 永倉三郎、経営者、元九州電力社長、九州旅客鉄道初代会長（+ 1993年）
- 1911年 - 淀井敏夫、彫刻家（+ 2005年）
- 1911年 - 三浦つとむ、哲学者（+ 1989年）
- 1915年 - 梅崎春生、小説家（+ 1965年）
- 1917年 - 小佐野賢治、実業家（+ 1986年）
- 1918年 - 須之部量三、外交官、杏林大学名誉教授（+ 2006年）
- 1920年 - 坂田栄男、囲碁棋士（+ 2010年）
- 1920年 - 久保亮五、物理学者（+ 1995年）
- 1921年 - 桜むつ子、女優（+ 2005年）
- 1921年 - 斎藤眞、政治学者（+ 2008年）
- 1923年 - ジョー・バナシャク、レコード・レーベル経営者（+ 1985年）
- 1926年 - 松谷みよ子、児童文学作家（+ 2015年）
- 1929年 - 立川清登、バリトン歌手（+ 1985年）
- 1929年 - グラハム・ヒル、レーシングドライバー（+ 1975年）
- 1931年 - 黒田清、ジャーナリスト（+ 2000年）
- 1931年 - クレア・ブルーム、女優
- 1931年 - 和田弘、歌手（+ 2004年）
- 1931年 - 韓昌祐、実業家
- 1932年 - 白土三平、漫画家（+ 2021年）
- 1933年 - 岡本健治、元プロ野球選手
- 1934年 - ニクラウス・ヴィルト、計算機科学者（+ 2024年）
- 1935年 - 穂積良行、政治家（+ 2020年）
- 1935年 - 峰恵研、俳優、声優（+ 2002年）
- 1937年 - 山根伸介、お笑い芸人（チャンバラトリオ）（+ 2015年）
- 1937年 - ロバート・K・レスラー、元FBI捜査官（+ 2013年）
- 1938年 - 栗家山恵三、元大相撲力士
- 1939年 - 広川太一郎、声優（+ 2008年）
- 1941年 - 中山大三郎、作曲家、作詞家（+ 2005年）
- 1942年 - 近藤正臣、俳優
- 1943年 - 清水章吾、俳優
- 1944年 - 小原伊佐美、調教師（+ 2024年）
- 1945年 - 高橋直樹、元プロ野球選手
- 1945年 - 迫田七郎、元プロ野球選手
- 1945年 - わたせせいぞう、漫画家
- 1945年 - ダグラス・ホフスタッター、認知科学者、コンピュータ科学者
- 1947年 - ジョン・クーリッジ・アダムズ、作曲家
- 1948年 - 大古誠司、バレーボール選手、監督
- 1948年 - 原武博之、アナウンサー（+ 2025年）
- 1950年 - 矢島正雄、脚本家、漫画原作者
- 1950年 - 西野泰広、発達心理学者
- 1950年 - ツイ・ハーク（徐克）、映画監督
- 1951年 - いしかわじゅん、漫画家
- 1951年 - トミー・クルーズ、元プロ野球選手
- 1951年 - ジェーン・シーモア 、女優
- 1954年 - 立川志の輔、落語家
- 1954年 - 陸奥A子、漫画家
- 1954年 - 稲生高善、元プロ野球選手
- 1954年 - 山本和男、元プロ野球選手
- 1954年 - マット・グレイニング、漫画家
- 1954年 - 浜井識安、空手家、経営コンサルタント（+ 2023年）
- 1955年 - 米村でんじろう、サイエンスプロデューサー
- 1955年 - クリストファー・マクドナルド、俳優
- 1956年 - 浅田美代子、タレント
- 1956年 - 井出洋介、プロ雀士
- 1956年 - レイ・コージ、元プロ野球選手
- 1957年 - ひかわきょうこ、漫画家
- 1958年 - 多賀竜昇司、元大相撲力士、年寄8代鏡山
- 1958年 - トニー・タッブス、プロボクサー
- 1959年 - 坂上みき、ラジオパーソナリティ
- 1960年 - 師岡正雄、アナウンサー
- 1961年 - 松浦英信、元プロ野球選手
- 1962年 - 畑恵、アナウンサー
- 1962年 - 宮嵜雅則、厚生労働技官
- 1964年 - 小田静枝、タレント
- 1965年 - 水間詠子、ボディビルダー
- 1965年 - 神谷百子、マリンバ奏者
- 1965年 - ウルトラマンロビン、プロレスラー
- 1966年 - 三上市朗、俳優
- 1966年 - 山内嘉弘、元プロ野球選手
- 1967年 - 堀ちえみ、女優、タレント
- 1967年 - ひと美、声優
- 1967年 - 光田健一、ミュージシャン
- 1968年 - 月亭方正、落語家、タレント
- 1968年 - 浅田弘幸、漫画家
- 1968年 - 和央ようか、女優、歌手、元宝塚歌劇団宙組主演男役スター
- 1969年 - 小市慢太郎、俳優
- 1969年 - 大植三奈江、歌手
- 1970年 - 今沢カゲロウ、ベーシスト、作曲家
- 1970年 - 吉田万里子、プロレスラー
- 1971年 - レイ・セフォー、格闘家
- 1972年 - 桜井誠、作家、市民活動家
- 1972年 - ヤロミール・ヤーガー、アイスホッケー選手
- 1973年 - 上山徹郎、漫画家
- 1973年 - サラ・ウィンター、女優
- 1973年 - 波多野里奈、アナウンサー
- 1974年 - 浜本広晃、お笑いタレント（テンダラー）
- 1974年 - 池田貴史、ミュージシャン
- 1974年 - アレクサンダー・ヴルツ、レーシングドライバー
- 1975年 - 野溝美子、元アナウンサー
- 1976年 - シリル・アビディ、格闘家
- 1976年 - 自見英子、政治家
- 1976年 - インリン、タレント
- 1977年 - 小湊美和、歌手
- 1977年 - 大和櫻笙、大和楽 三味線方
- 1977年 - マシュー・ランデル、元プロ野球選手
- 1978年 - ショコラ、歌手
- 1979年 - 浅井晴美、声優
- 1979年 - 斎藤司、お笑いタレント（トレンディエンジェル）
- 1980年 - エレーナ・ソコロワ、フィギュアスケート選手
- 1981年 - 上江洌清作、ミュージシャン（MONGOL800）
- 1982年 - 板倉雄一、漫画家
- 1982年 - 豊島ミホ、作家
- 1982年 - MINAE、モデル
- 1983年 - ラッセル・マーティン、元プロ野球選手
- 1983年 - 山本伸一、元プロ野球選手、競輪選手
- 1983年 - 崔俊蓆、元プロ球選手
- 1984年 - mink、歌手
- 1984年 - 木村優里、タレント
- 1984年 - ネイト・シャーホルツ、元プロ野球選手
- 1985年 - 南乃花、アイドル、タレント
- 1986年 - 小清水亜美[9]、声優
- 1986年 - 藤原良平、元プロ野球選手
- 1986年 - ジョニー・クエト、プロ野球選手
- 1986年 - 宮嶋麻衣、女優
- 1986年 - ファウティノ・デロスサントス、元プロ野球選手
- 1987年 - 浅倉杏美、声優
- 1987年 - オルガ・ブクレーエワ、バレーボール選手
- 1987年 - 佐崎愛里、元レースクイーン
- 1988年 - 草野博紀、歌手
- 1988年 - 森岡龍、俳優
- 1988年 - ルイ・パトリシオ、サッカー選手
- 1989年 - 西脇綾香、歌手（Perfume）
- 1989年 - 葵、女優
- 1989年 - 金原杏奈、ファッションモデル
- 1989年 - 董慧博、フィギュアスケート選手
- 1990年 - 井上琴絵、バレーボール選手
- 1990年 - 大トニー、お笑い芸人（マテンロウ）
- 1990年 - 海老沼匡、柔道選手
- 1990年 - 住岡梨奈、シンガーソングライター
- 1990年 - 小岩井ことり、声優
- 1990年 - シャルル・ピック、レーシングドライバー
- 1990年 - ノエミ・シニョリーレ、バレーボール選手
- 1990年 - ミシェル・マセド・ローシャ・マシャド、サッカー選手
- 1991年 - 斎藤嘉樹、俳優
- 1991年 ‐ 中島悠、キュービスト
- 1991年 - リッチ・スワン、プロレスラー
- 1992年 - 山谷祥生、声優
- 1992年 - 三宅貴憲、元サッカー選手
- 1992年 - Raehwan、アイドル、ミュージシャン（BIGSTAR）
- 1992年 - エルネスト・シルバ、プロ野球選手
- 1993年 - 大野菜摘、女優
- 1993年 - 笹山貴哉、バスケットボール選手
- 1994年 - 渡邉ひかる、タレント（元SUPER☆GiRLS）
- 1994年 - チン・セヨン、女優
- 1995年 - メーガン・ザ・スタリオン、ラッパー
- 1996年 - 貴島明日香、ファッションモデル
- 1996年 - 山西利和、陸上競技選手
- 1997年 - 岡村大八、サッカー選手
- 1998年 - 齋藤冬優花、アイドル（櫻坂46）
- 1998年 - D1、アイドル、ミュージシャン（DKB）
- 1998年 - ジョージ・ラッセル、レーシングドライバー
- 1999年 - 原英莉花、プロゴルファー
- 1999年 - 谷川翔、体操競技選手
- 1999年 - 尾形春水、元アイドル（元モーニング娘。）
- 2000年 - 羽鳥世那、元子役
- 2001年 - 丹生明里、アイドル（元日向坂46）
- 2001年 - 仲地礼亜、プロ野球選手
- 2004年 - 野田陽菜乃、アイドル（元AKB48）
- 2005年 - 村山美羽、アイドル（櫻坂46）
- 生年不詳 - 藤堂はな、ライブアイドル
- 生年不詳 - 筏井かなえ[10]、声優
- 生年不詳 - 石川夕香、声優
- 生年不詳 - 泉久実子、声優
- 生年不詳 - 佐々木智代、声優
- 生年不詳 - 平井啓二、声優
- 生年不詳 - 結川あさき、声優
- 生年不詳 - 舵英里、漫画家
- 生年不詳 - 北原文野、漫画家
- 生年不詳 - 篠原千絵、漫画家

## 忌日
- 1152年 - コンラート3世、ドイツ王（* 1093年）
- 1162年（応保2年1月30日） - 藤原宗輔、平安時代の公卿（* 1077年）
- 1491年（延徳3年1月7日） - 足利義視、室町幕府の武将（* 1439年）
- 1591年（天正19年1月22日） - 豊臣秀長、戦国時代の武将、豊臣秀吉の弟（* 1540年）
- 1621年 - ミヒャエル・プレトリウス、作曲家（* 1571年）
- 1637年 - フェルディナント2世、神聖ローマ皇帝（* 1578年）
- 1601年（慶長6年1月13日） - 末次元康、戦国時代の武将、毛利元就の八男（* 1560年）
- 1781年 - ゴットホルト・エフライム・レッシング、詩人、劇作家、思想家、評論家（* 1729年）
- 1804年（享和4年1月5日） - 高橋至時、天文学者（* 1764年）
- 1806年（文化2年12月27日） - 松平容住、陸奥会津藩第6代藩主（* 1779年）
- 1844年 - ヘンリー・アディントン、政治家、イギリス首相（* 1757年）
- 1846年 - オットー・フォン・コツェブー、航海士、探検家（* 1787年）
- 1857年 - ミハイル・グリンカ、作曲家（* 1804年）
- 1869年（明治2年1月5日） - 横井小楠、肥後熊本藩士、儒学者（* 1809年）
- 1881年 - 大政、侠客（* 1832年）
- 1883年 - 華頂宮博厚親王、皇族（* 1875年）
- 1922年 - 嶌田川儀兵衞、大相撲力士（* 1844年）
- 1922年 - 宇都宮太郎、日本陸軍の大将（* 1861年）
- 1923年 - 一ノ矢藤太郎、大相撲力士（* 1856年）
- 1925年 - 木下利玄、歌人（* 1886年）
- 1927年 - ヤーコプ・ハイルマン、実業家（* 1846年）
- 1928年 - ハーバート・ヘンリー・アスキス、政治家、イギリス首相（* 1852年）
- 1930年 - ジュリオ・ドゥーエ、イタリアの軍人、軍事学者（* 1869年）
- 1935年 - バジル・ホール・チェンバレン、日本学者（* 1850年）
- 1944年 - 河合栄治郎、経済学者（* 1891年）
- 1946年 - コーネリアス・ジョンソン、陸上競技選手（* 1913年）
- 1958年 - 徳永直、小説家（* 1899年）
- 1959年 - オーエン・リチャードソン、物理学者（* 1879年）
- 1961年 - マリベル・ビンソン、フィギュアスケート選手（* 1911年）
- 1965年 - ナット・キング・コール、歌手（* 1919年）
- 1968年 - リトル・ウォルター、ハーモニカ奏者（* 1930年）
- 1972年 - エドガー・スノー、ジャーナリスト（* 1905年）
- 1974年 - クット・アッテルベリ、作曲家（* 1887年）
- 1980年 - 新田次郎、小説家（* 1912年）
- 1981年 - カール・リヒター、指揮者（* 1926年）
- 1983年 - 大西良慶、北法相宗の僧（* 1875年）
- 1984年 - エセル・マーマン、歌手、女優（* 1908年）
- 1984年 - 渋沢秀雄、実業家、文化人（* 1892年）
- 1986年 - 今久留主淳、プロ野球選手（* 1918年）
- 1988年 - リチャード・P・ファインマン、物理学者（* 1918年）
- 1990年 - 山本慈昭、僧侶、中国残留日本人孤児調査者（* 1902年）
- 1990年 - ノーマン・パーキンソン、写真家（* 1913年）
- 1990年 - 細郷道一、官僚、政治家、元神奈川県横浜市長（* 1915年）
- 1992年 - ウィリアム・シューマン、作曲家（* 1910年）
- 1993年 - 石橋犀水、書家（* 1896年）
- 1999年 - 山岡久乃、女優（* 1926年）
- 2000年 - 進藤武松、彫刻家（* 1909年）
- 2002年 - 根津嘉一郎 (2代目)、実業家、元東武鉄道社長（* 1913年）
- 2002年 - 気賀健三、経済学者、慶應義塾大学名誉教授（* 1908年）
- 2002年 - ハワード・K・スミス、ジャーナリスト、ニュースキャスター（* 1914年）
- 2002年 - 尚道子、料理研究家（* 1920年）
- 2002年 - 熊川好生、政治家、初代千葉県浦安市長（* 1932年）
- 2003年 - 奥田元宋、日本画家（* 1912年）
- 2003年 - 吉村道明、プロレスラー（* 1926年）
- 2004年 - 武田豊、実業家、元新日本製鐵社長（* 1914年）
- 2004年 - 根本嘉也、俳優、声優（* 1926年）
- 2005年 - 坂根哲夫、官僚、実業家、元日鐵海洋工事社長 （* 1911年）
- 2005年 - 劉炳森、書家、政治家（* 1937年）
- 2006年 - 孫運璿、 政治家、元中華民国（台湾）行政院長（* 1913年）
- 2006年 - アンドレイ・ペトロフ、作曲家（* 1930年）
- 2007年 - ロバート・アドラー、発明家（* 1913年）
- 2007年 - レイ・エバンズ、作詞家（* 1915年）
- 2008年 - ジョニー・ウィーバー、プロレスラー（* 1935年）
- 2009年 - 西島和彦、物理学者、東京大学名誉教授、京都大学名誉教授（* 1926年）
- 2010年 - 山下一海、国文学者、鶴見大学名誉教授（* 1932年)
- 2010年 - 中垣輝光、競輪選手（* 1961年)
- 2011年 - 益田洋介、政治家、弁護士、作家（* 1946年）
- 2012年 - 及川勉、競馬記者（* 1948年）
- 2012年 - 正司トキオ、お笑い芸人、声優（* 1949年）
- 2013年 - 伊藤旺、実業家、元松坂屋社長（* 1934年）
- 2014年 - 河村憐次、政治家、元山口県下松市長（* 1917年）
- 2014年 - 平田幸正、医学博士、元日本糖尿病学会会長（* 1925年）
- 2014年 - 仲田龍、元リングアナウンサー、プロレスリング・ノア元取締役（* 1962年）
- 2015年 - 関章[11]、実業家、元日本紙パルプ商事社長（* 1923年）
- 2016年 - ジョージ・ゲインズ、俳優（* 1916年）
- 2016年 - 藤田高敏、政治家、元日本社会党衆議院議員（* 1923年）
- 2016年 - 南原晃[12]、実業家、全日本大学野球連盟副会長、元日本輸出入銀行副総裁（* 1933年）
- 2016年 - 大山茂、空手家（* 1936年）
- 2017年 - 山中千代衛[13]、電気工学者、大阪大学名誉教授（* 1923年）
- 2018年 - 鍛冶良堅、法学者、弁護士、明治大学名誉教授（* 1926年）
- 2018年 - 小曽根実、ジャズピアニスト、ハモンドオルガン奏者（* 1934年）
- 2018年 - 安井誠一（Febb as Young Mason）、ラッパー（元Fla$hBackS）（* 1994年）
- 2019年 - リー・ラジヴィル、ソーシャライト（* 1933年）
- 2019年 - アル・マームド、詩人（* 1936年）
- 2019年 - 内田正人、ミュージシャン（* 1936年）
- 2020年 - 段正澄、工学者、華中科技大学教授、中国工程院院士（* 1934年）
- 2020年 - トニー・フェルナンデス、プロ野球選手（* 1962年）
- 2020年 - ニコライ・ボンダール、フィギュアスケート選手（* 1990年）
- 2021年 - 船田章、政治家、元軍医、元栃木県小山市長（* 1922年）
- 2021年 - フローレンス・バードウェル（英語版）、教育者、音楽家、歌手（* 1924年）
- 2021年 - 平井一正、制御工学者、登山家、神戸大学名誉教授（* 1931年）
- 2021年 - 赤木曠児郎、洋画家（* 1934年）
- 2021年 - ステュアート・ベッドフォード、指揮者、ピアニスト（* 1939年）
- 2021年 - レオポルド・ルケ、元サッカー選手（* 1949年）
- 2021年 - 久邇之宜、ピアニスト（* 1950年）
- 2022年 - 深瀬和巳[14]、ジャーナリスト、元共同通信社常務理事（* 1930年）
- 2022年 - タラナス・シャルマ、作家、文芸評論家（* 1936年）
- 2022年 - 柳家さん吉、落語家（* 1938年）
- 2023年 - ポール・バーグ、生化学者、スタンフォード大学名誉教授、ノーベル化学賞受賞者（* 1926年）
- 2023年 - 飯塚昭三、声優（* 1933年）
- 2023年 - 銭国梁、軍人、陸軍上将（* 1939年頃）
- 2023年 - ラクエル・ウェルチ、女優（* 1940年）
- 2023年 - 呉鐸藩、作家、詩人（* 1943年）
- 2023年 - 植竹須美男、脚本家（* 1968年）
- 2024年 - 小林正樹、ベース（内山田洋とクール・ファイブ）（* 1943年）
- 2024年 - 田中義克、自動車技術者、実業家、元トヨタ自動車北海道社長（* 1951年）
- 2024年 - ヘンリー・ロノ、長距離走選手（* 1952年）
- 2024年 - カグニー・リン・カーター、ポルノ女優、モデル（* 1987年）
- 2025年 - 瀬在幸安、心臓外科医学者、第10代日本大学総長（* 1930年）
- 2025年 - M・ポール・フリードバーグ、造園家、環境デザイナー、ランドスケープアーキテクト（* 1931年）
- 2025年 - 吉岡賢治、政治家（* 1938年）
- 2025年 - グラン浜田、プロレスラー（* 1950年）
- 2025年 - 入船亭扇海、落語家（* 1952年）

## 記念日・年中行事
- 国際小児がんデー
- 国旗の日（英語版）（ カナダ）
1965年のこの日、カナダの国旗が、現在のサトウカエデの葉をデザインしたものに改められたことを記念。
- 建国記念日（ セルビア）
1804年の第1次セルビア暴動（英語版）と1835年の最初の憲法制定を記念。
- 中華の日（ 日本） 毎月15日は月の中間(ちゅうかん)で中華(ちゅうか) という語呂合わせで「中華の日」として制定されている。
- 全面防衛（英語版）の日（ シンガポール）
- ジョン・フラムの日（ バヌアツ）
タンナ島におけるカーゴ・カルトの偶像、ジョン・フラムが再来するとされている日。
- かまくら（ 日本） 
秋田県横手市で行われるお祭り。水神様をまつる小正月行事で毎年2月15日、16日に開催される。約450年の歴史があるといわれており、かまくらの中に子どもたちが入って「はいってたんせ（かまくらに入ってください）」「おがんでたんせ（水神様をおがんでください）」と言いながら、甘酒やお餅を振る舞う。もともとはかまくらの中にまつられた水神様にお賽銭を上げて、家内安全・商売繁盛・五穀豊穣などを祈願する行事だったが、時代の変化とともに現在のような形になった[15][16]。
- 西行忌（ 日本）
歌人・西行法師は文治6年2月16日（新暦1190年3月23日）73歳で入寂。西行は藤原氏の出自で、鳥羽院（鳥羽法皇）の北面武士として活躍するが、保延6年（1140年）、23歳で出家する。その後、諸国を巡る漂白の旅に出て、多くの和歌を残す。
桜をこよなく愛していた西行は、「願はくは 花の下にて 春死なむ そのきさらぎの 望月のころ」という歌を残し、2月15日から1日後の2月16日にこの世を去った[17]。「望月のころ」という西行の願いを汲み、2月15日が「西行忌」とされている[18]。